# Casas de Madrona
Casas de Madrona es una localidad española que forma parte del municipio de Ayora, en la provincia de Valencia, Comunidad Valenciana.

## Demografía
Evolución de la población
| Gráfica de evolución demográfica de Casas de Madrona entre 2000 y 2018 |
|                                                                        |
| Población de derecho (2000-2018) según el padrón municipal del INE     |